# Tico-tico no fubá
Tico-tico no fubá, spesso solo Tico-tico, è un brano musicale di Zequinha de Abreu. Composto nel 1917 e inciso nel 1931, ebbe molto successo in varie forme, soprattutto come brano per il cinema degli anni '40, affermandosi così come una delle melodie brasiliane più famose nel mondo. È uno choro, contaminato con un ritmo di samba, dichiaratamente, nell'interpretazione affidata all'ombrello-flauto di José Carioca nel film d'animazione disneyano Saludos amigos, a simboleggiare sia il Brasile sia la rooseveltiana politica di buon vicinato.
L'incipit originale del tema principale di Tico-tico

## Storia
Autore soprattutto di valzer, tra cui il più celebre, Branca (1918), fu inciso a sua volta solo nel 1931 nello stesso disco di Tico-tico, Zequinha presentò il brano incompiuto e senza titolo nel 1917 per accompagnare un ballo a Santa Rita do Passa Quatro. Al vedere la frenesia delle coppie nel trambusto del ballo, l'autore avrebbe commentato «até parece o tico-tico no farelo», ma l'esistenza di uno choro omonimo di Canhoto, Tico-tico no farelo, gli impedì di attribuire questo titolo al brano, che divenne quindi Tico-tico no fubá.

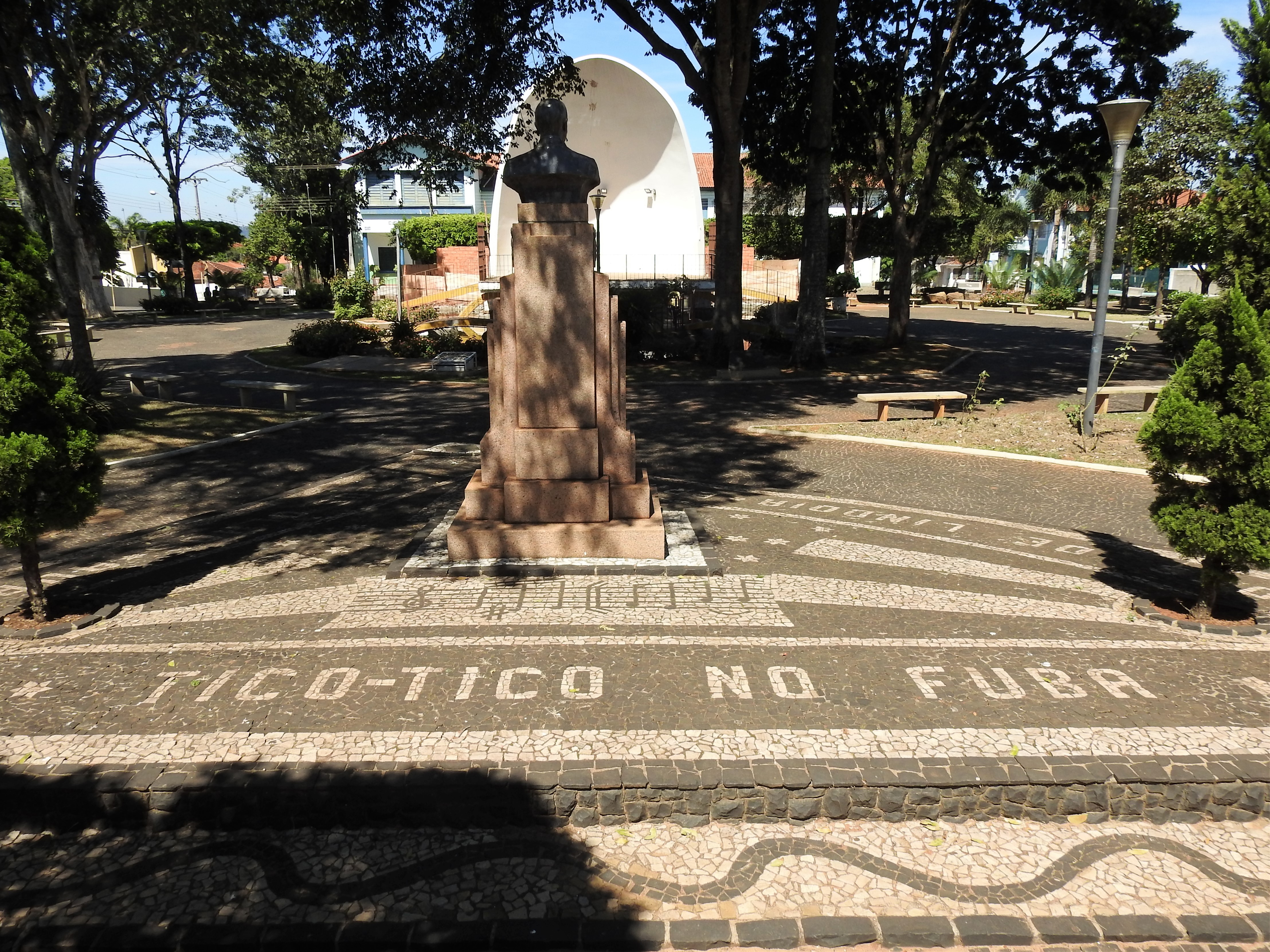
Praça Zequinha de Abreu a Santa Rita do Passa Quatro, con il titolo e l'incipit della melodia di Tico-tico composti nel selciato dietro al busto dell'autore

Tico-tico fu inciso come brano strumentale nel 1931 dall'Orquestra Colbaz, e lo stesso anno fu incluso con un altro choro nel film di rivista brasiliano Coisas nossas (perduto). Nel 1942 fu reinciso con testo di Eurico Barreios da Ademilde Fonseca. Tra il 1942 e il 1949 entrò nella colonna sonora di diversi film: Saludos amigos (1942), La parata delle stelle (1943), Bellezze al bagno, Kansas City Kitty (1944), Club Havana, It's a Pleasure (1945), Copacabana (1947), Carnaval no fogo (1949), e per questa via ottenne fama anche internazionale diventando una delle melodie brasiliane più celebri, in patria e all'estero. In Copacabana fu interpretato da Carmen Miranda su testo di Aloysio de Oliveira. Il testo in inglese per Bellezze al bagno e Kansas City Kitty fu scritto da Ervin Drake.

## Descrizione
Tico-tico no fubá è sottotitolato «chôro sapéca» («choro infervorato») e privo di indicazione del tempo, che è lasciato agli interpreti e comunque rapido. Il brano è scritto in 24 nella tonalità di la minore, con un secondo tema nella parallela (la maggiore) e un terzo, dopo la ripresa del primo, nella relativa (do maggiore); in coda si ripete il tema principale. L'originale possiede una breve introduzione di quattro battute, con una scala discendente e ascendente di note raddoppiate in ottava, ad attacco sincopato, che si chiude sull'accordo di dominante (mi maggiore).

## Arrangiamenti e cover
Nel corso degli anni, Tico-Tico no Fubá è stato reinterpretato da numerosi artisti in diversi stili e arrangiamenti. Tra le versioni più rilevanti si segnalano:
- Una celebre interpretazione per chitarra del virtuoso spagnolo Paco de Lucía, registrata nel 1967 e contenuta nell’album La fabulosa guitarra de Paco de Lucía.[12]

- Una versione orchestrale eseguita dalla Orchestra Filarmonica di Vienna, sotto la direzione di Gustavo Dudamel, registrata dal vivo durante un concerto celebrativo della musica sudamericana.[13]

- Una versione per viola sola realizzata dal violista italiano Marco Misciagna, pubblicata nel 2024 in versione live.[14]

Il brano ha contato molte cover, incise tra gli altri da Ademilde Fonseca, Alvarenga e Ranchinho (1942), Ethel Smith (1943-1944), The Andrews Sisters (1944), Carmen Miranda (1945). Un omonimo film Tico-tico no fubá (1952), biografia di Zequinha, è stato diretto da Adolfo Celi e interpretato da Anselmo Duarte e Tônia Carrero.